# OverKop-huis

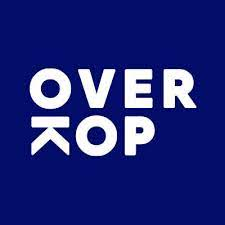
Logo OverKop

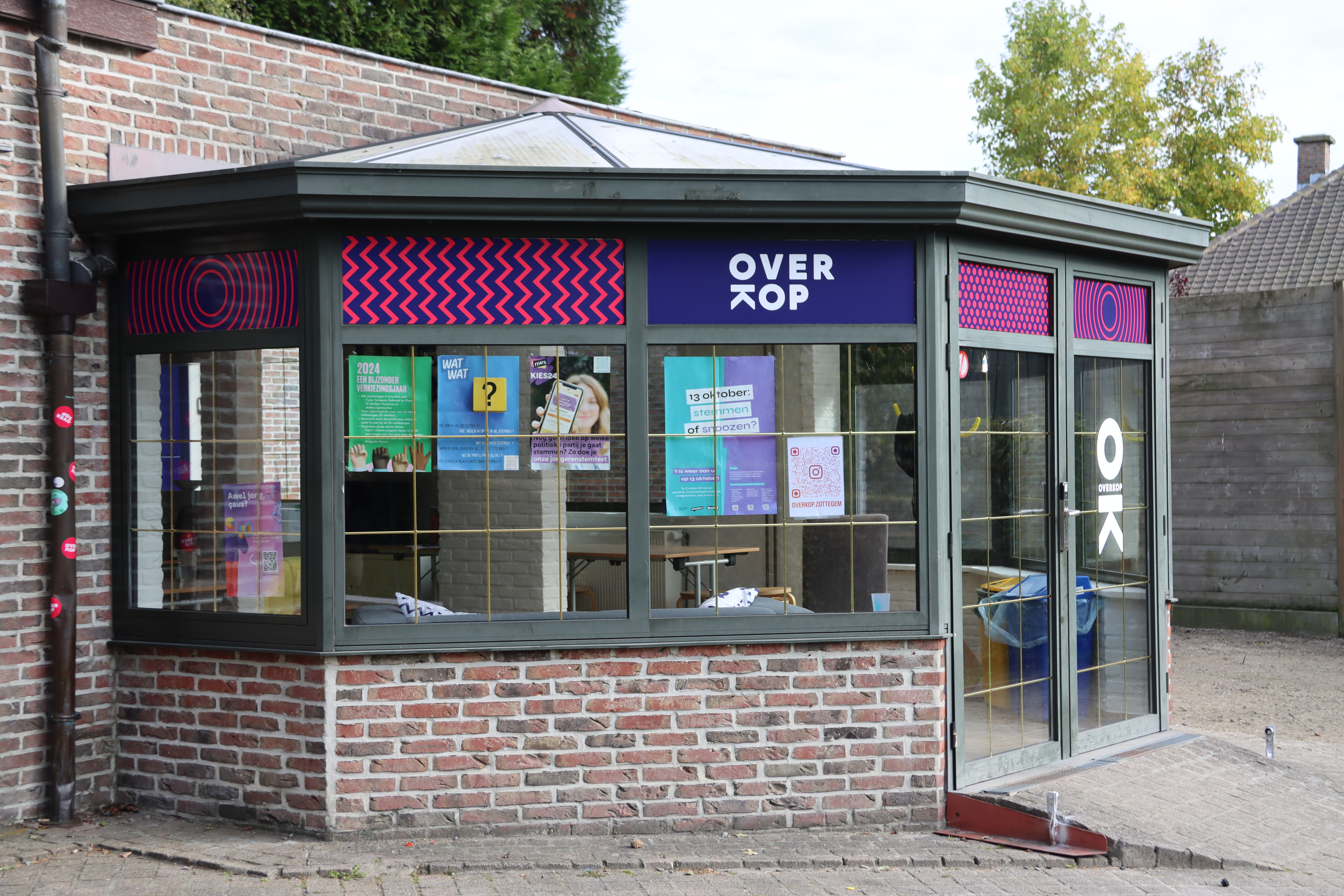
OverKophuis Zottegem

Het OverKop-huis is een Belgische, gesubsidieerde organisatie die veilige ontmoetingsplekken, zogenaamde overkophuizen, aanbiedt voor jongeren tot 25 jaar. Zij kunnen hier gratis en vrijblijvend langskomen om aan verschillende activiteiten deel te nemen of om therapeutische hulp te ontvangen. Anno 2022 zijn er dertig OverKop-huizen verspreid over Vlaanderen en Brussel.

## Geschiedenis
OverKop werd in 2016 opgericht na een Rode Neuzen Dag-actie. De naam van de organisatie is tijdens de actiedag bedacht door aanwezige jongeren en heeft twee betekenissen: het verwijst enerzijds naar de psychische problemen bij jongeren en anderzijds naar het 'overkop' gaan in de positieve zin. Na afloop van de actie konden organisaties zich inschrijven om, via het Rode Neuzen Fonds dat beheerd wordt door de Koning Boudewijnstichting, een OverKop-huis in hun provincie op te richten. In juni 2017 werd bekend gemaakt dat er in elke Vlaamse provincie een OverKop-huis zou komen. Het ging hierbij om 5 locaties in Mechelen, Genk, Gent, Oostende en Tienen.
De organisatie en de bijbehorende huizen moesten gaan inspelen op het sociale en geestelijke welzijn van jongeren. Om de doelstellingen te bereiken werd bepaald dat de huizen in iedere stad voorzien zouden worden van een multidisciplinair team van ervaren jongerenwerkers, psychologen en partners uit de gezondheidszorg.
Naast een jaarlijkse subsidie van het Ministerie van Volksgezondheid krijgt de organisatie eveneens gelden van de diverse gemeenten waar de OverKop-huizen gevestigd zijn. In 2021 werden er 25 nieuwe huizen gebouwd in Brussel en Vlaanderen. In 2024 nam de Vlaamse overheid het initiatief voor 23 nieuwe OverKophuizen; zo werd er in september 2024 een ingericht in Zottegem.

## Samenwerkingsverbanden
OverKop heeft een nauwe samenwerking met het CLB, JAC en AWEL. Via de website en via een chatfunctie op de website kan een jongere contact krijgen met deze hulporganisaties. Op de website is eveneens een toolkit beschikbaar die bestaat uit hulpmiddelen, tips, weetjes en mogelijke antwoorden op de vragen van de jongeren.